# Bystra (Wilkowice)

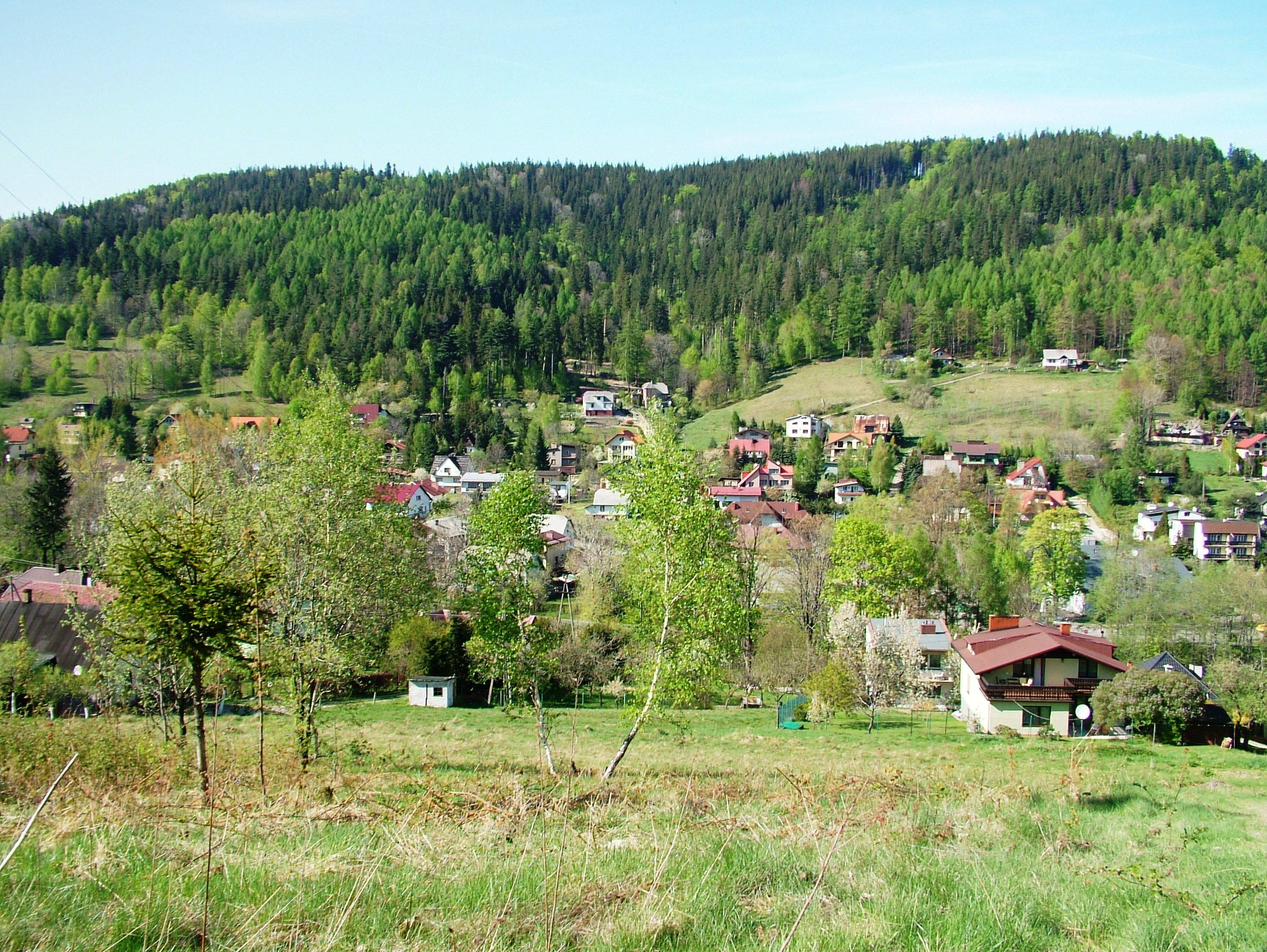
Beskidenlandschaft in Bystra: Blick von Bystra Krakowska nach Bystra Śląska, vom Berg Magura auf den Berg Kozia Góra.

Bystra (deutsch Bistrau oder Bistray bzw. Bistrai) ist ein Dorf in der Gmina Wilkowice im Powiat Bielski in der Woiwodschaft Schlesien im südlichen Polen.

## Geographie

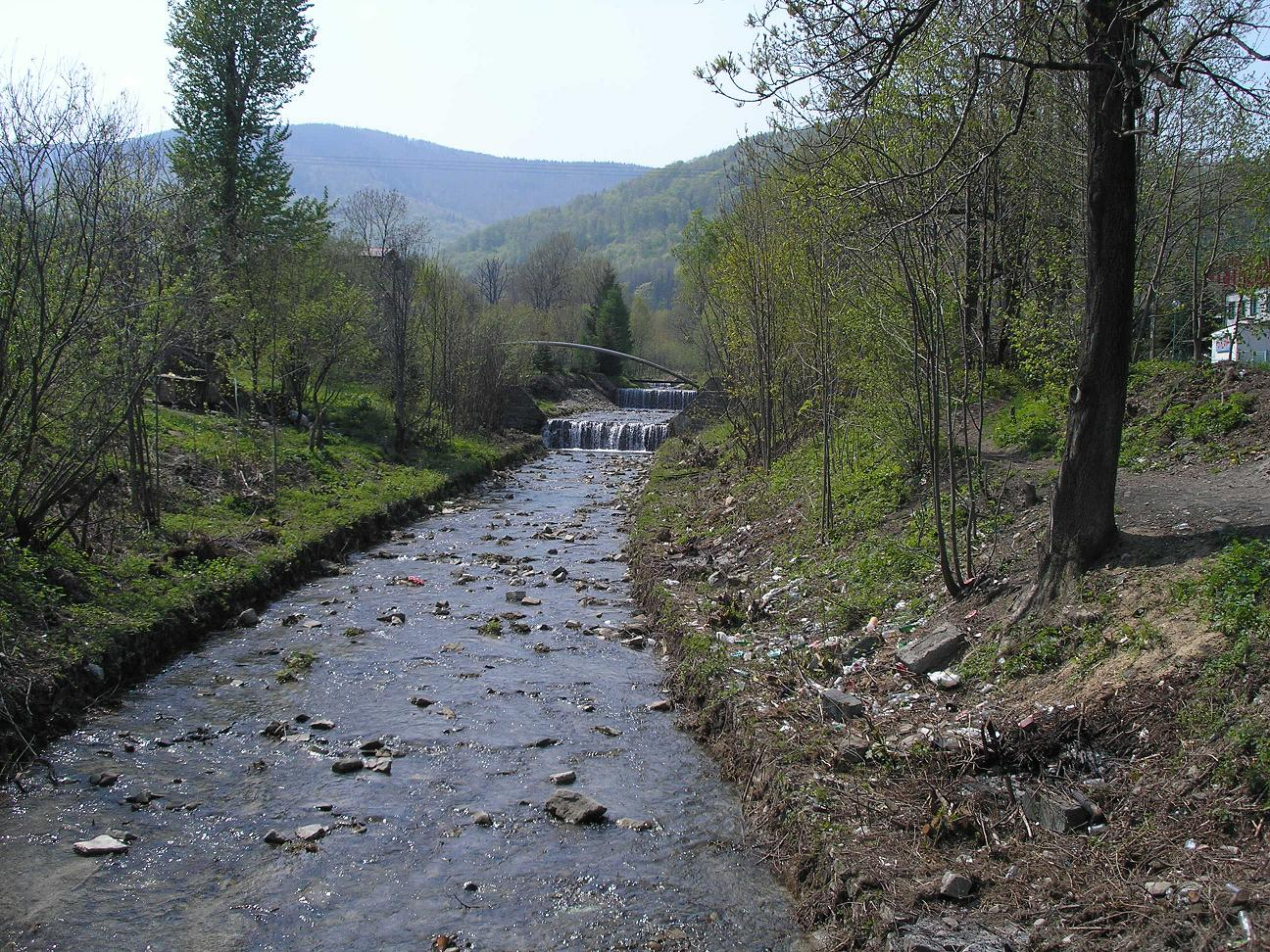
Die Bialka an der Grenze des besiedelten Gebietes von Bystra. Bystra Śląska befindet sich hier rechts, Bystra Krakowska links des Flusses. Im Hintergrund der Szyndzielnia

Bystra liegt in einem Tal in einem nördlichen Ausläufer der Schlesischen Beskiden (Beskid śląski).
Das Stadtzentrum von Bielsko-Biała liegt etwa 6 km nördlich.
Das Dorf hat eine Fläche von 1379 ha.
Der gesamte Ort wird vom Flüsschen Bialka – das in seinem weiteren Verlauf Biała genannt wird – durchflossen. Die Bialka teilt den Ort in Bystra Śląska („Schlesisch-Bystra“, 1.400 Einwohner) und Bystra Krakowska („Krakauisch-Bystra“, 2.100 Einwohner) und entspringt im Gemeindegebiet auf einer Höhe von etwa 900 m ü. NN. Der Fluss war im 19. Jahrhundert Teil der Grenze zwischen Österreichisch-Schlesien und Kleinpolen.

## Geschichte
Beide Orte entstanden im 15. Jahrhundert. Der Name Bystra ist abgeleitet von dem ursprünglichen Namen des dort durchfließenden Bachs, bystra [woda] – reißendes [Wasser].

### Bystra Śląska

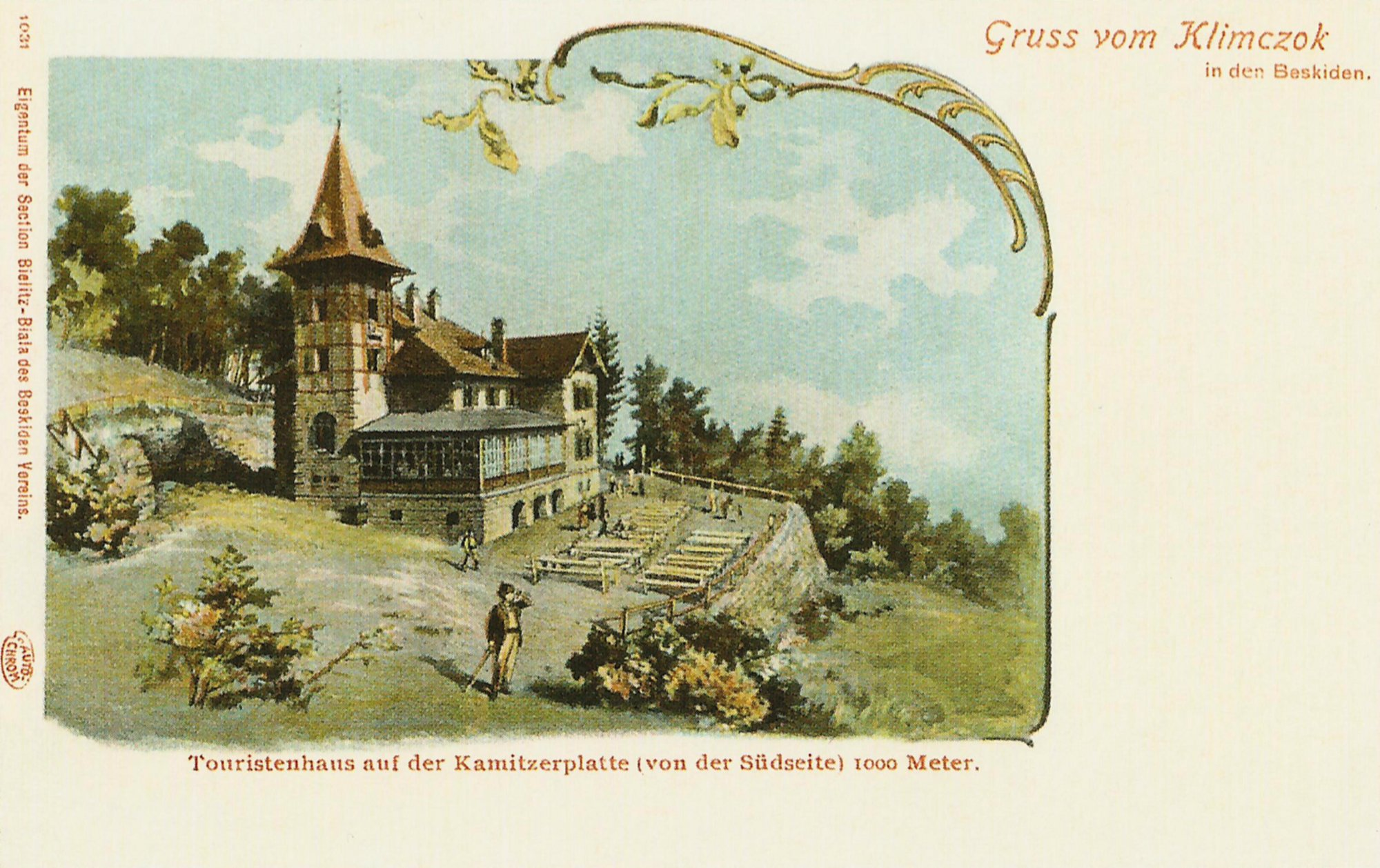
Die Schutzhütte auf der Kamitzer Platte (Szyndzielnia), Postkarte von 1907

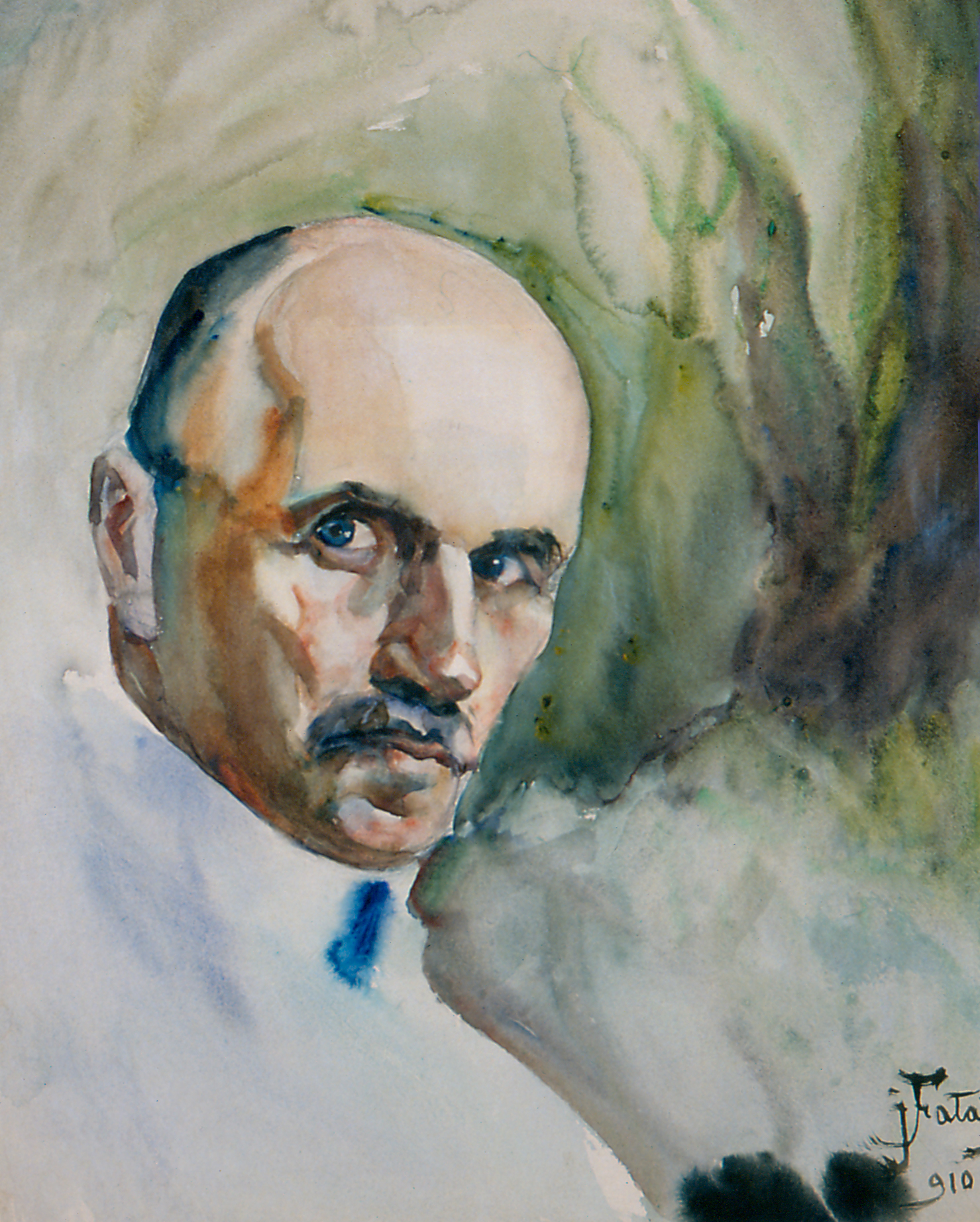
Der Maler Julian Fałat, Selbstporträt

Erste Erwähnungen des Dorfes gehen auf die erste Hälfte des 16. Jahrhunderts zurück, wo von einer Holzfällersiedlung an den Hängen der Kamitzer Platte (Szyndzielnia) gesprochen wird. Damals gehörte das Gebiet zum Herzogtum Teschen. Die Herzöge verkauften die Siedlung 1570 an den Magistrat von Bielitz. Bis ins 19. Jahrhundert blieb das Gebiet Eigentum der Stadt und wurde später eine der Stadt unterstehende Gemeinde mit Eigenverwaltung. Bis dahin bestand die Bevölkerung auch zum Großteil aus Deutschsprachigen und zählte zur Bielitz-Bialaer Sprachinsel. Sie wurde daher auch Deutsch Bistrai genannt. Ab der zweiten Hälfte des 19. Jahrhunderts entstanden deutsch-polnische Antagonismen unter der ansässigen Bevölkerung. Im Jahr 1900 hatte die damalige Gemeinde Bistrai 487 Einwohner. Davon waren 312 deutsch- und 173 polnischsprachig. Aufgrund der deutschsprachigen Bevölkerungsmehrheit erfolgte die Errichtung einer polnischen Schule in Bystra erst 1922, nachdem das Dorf an Polen angeschlossen wurde und sich die Bevölkerungsmehrheiten umgekehrt hatten. Dieses Ereignis führte anbei zur Entstehung weiterer polnischer Organisationen, darunter eines Pfadfinderclubs, eines Sportvereins und eines Schützenvereins.
Bystra war bereits in der Donaumonarchie für sein Mikroklima bekannt. Im 19. Jahrhundert kam Bystra Śląska als Kurort in Mode, wozu auch die Eröffnung der Eisenbahn von Bielsko-Biała nach Żywiec erheblich beitrug. Dies zog auch zahlreiche Künstler und Intellektuelle an. So verbrachte hier im Jahre 1886 die Autorin und Frauenrechtlerin Maria Konopnicka einen längeren Aufenthalt. Der polnische Maler Julian Fałat ließ sich 1910 in einer Villa in Bystra Śląska nieder; in der Villa ist heute ein Museum mit Werken von ihm untergebracht.
Der Luft in Bystra wird seit jeher eine heilende Wirkung auf die Lunge zugeschrieben. 1874 wurde eine erste Naturheilklinik eröffnet, die 1897 durch den Wiener Arzt Ludwig Jekels in das bis heute bekannte Sanatorium umgewandelt wurde. 1912 erhielt Bystra den Status eines Kurortes. Nach dem Ersten Weltkrieg gelangte es in den Besitz eines sozialistischen Bergmannsbundes aus Karviná, welcher es 1934 an die polnische Krankenkassenvereinigung verkaufte. Diese baute das Sanatorium auf die heutige Kapazität von 500 Betten aus. In der Zeit der Volksrepublik Polen wurde es von zahlreichen Vertretern der herrschenden Partei genutzt. Bis heute ist es als Lungenheilklinik in ganz Polen bekannt.

### Bystra Krakowska
Bystra Krakowska wurde ebenfalls im 16. Jahrhundert besiedelt. Die Geschichte des Ortes war seit jeher mit derjenigen der Fürsten von Żywiec verknüpft, zu deren Ländereien Bystra Krakowska gehörte. Bis 1950 war die Siedlung Teil des Landkreises (Powiat) Biała, danach wechselte es zum Powiat Bielski.

### Ab 1918
Nach dem Ersten Weltkrieg kamen beide Ortsteile zum neu entstandenen polnischen Staat.
Wie die nahegelegene Stadt Bielsko-Biała wurde Bystra mit Beginn des Zweiten Weltkrieges am 3. September 1939 von der deutschen Wehrmacht besetzt und wieder in Bistray rückbenannt. Während des Krieges gingen von der Bevölkerung Widerstandsaktionen gegen die deutschen Besatzer aus. Dies führte 1944 zu standrechtlichen Erschießungen, woran ein Denkmal erinnert.

### Ab 1950
In den 1970er Jahren, als der oberschlesische Steinkohlenbergbau expandierte, haben sich in Bystra viele Hotels und Ferienanlagen etabliert, von denen die bekanntesten die Hotels Magnus, Sadyba und Halamówka sind. Zudem haben sich viele Oberschlesier hier ein Ferienhäuschen errichtet.
Der Ort erlebte seinen touristischen Höhepunkt in den späten 1970er Jahren, in den 1980er Jahren erfolgte im Zuge der politisch-wirtschaftlichen Krise in Polen ein Rückgang. Heute kann Bystra wieder ein gewisses Maß an Tourismus aufweisen, steht aber im Schatten des Nachbarortes Szczyrk.
Im Jahre 2005 belegte Bystra beim Wettbewerb „Schönstes Dorf der Woiwodschaft Schlesien“ einen zweiten Platz.

## Industrie und Gewerbe
Der Tourismus stellte in Bystra schon immer den wichtigsten Gewerbezweig dar, obwohl der Ort sehr im Schatten des benachbarten Wintersportortes Szczyrk steht. Die umgebenden Berge bieten im Sommer Wander- und in der kalten Jahreszeit Wintersportmöglichkeiten. Neben den Hotels findet man zahlreiche gastronomische Betriebe. Die wichtigsten davon sind die Schroniska, größere in den Bergen gelegene Wanderschutzhütten, von denen es im Raum Bystra gleich drei gibt. Sie sind vom Tal aus über Wanderwege (poln. szlaki) zu erreichen (Näheres: siehe Sehenswürdigkeiten).
Bekannt ist Bystra zudem für sein Mineralwasser Bystrzanka (die Bistrauerin), welches im Ort abgefüllt wird.

## Verkehr
Die wichtigste Verkehrsachse des Ortes sind die beiden entlang der Białka verlaufenden Hauptstraßen (je eine auf jeder Seite). Bystra ist über einen Stadtbus an das nahe gelegene Bielsko-Biała angebunden. Es verkehren zudem Überlandbusse nach Szczyrk und Żywiec. Im benachbarten Wilkowice befindet sich ein Bahnhof der polnischen Staatsbahn PKP. Seit 2014 ist Bystra über die Nachbargemeinde Wilkowice zudem an die Schnellstraße S1 (Droga ekspresowa S1) angeschlossen, was zu einer signifikanten Reduzierung des Durchgangsverkehrs geführt hat.
Bystra ist Kreuzungspunkt wichtiger Fernwanderwege der Beskiden.

## Sehenswürdigkeiten

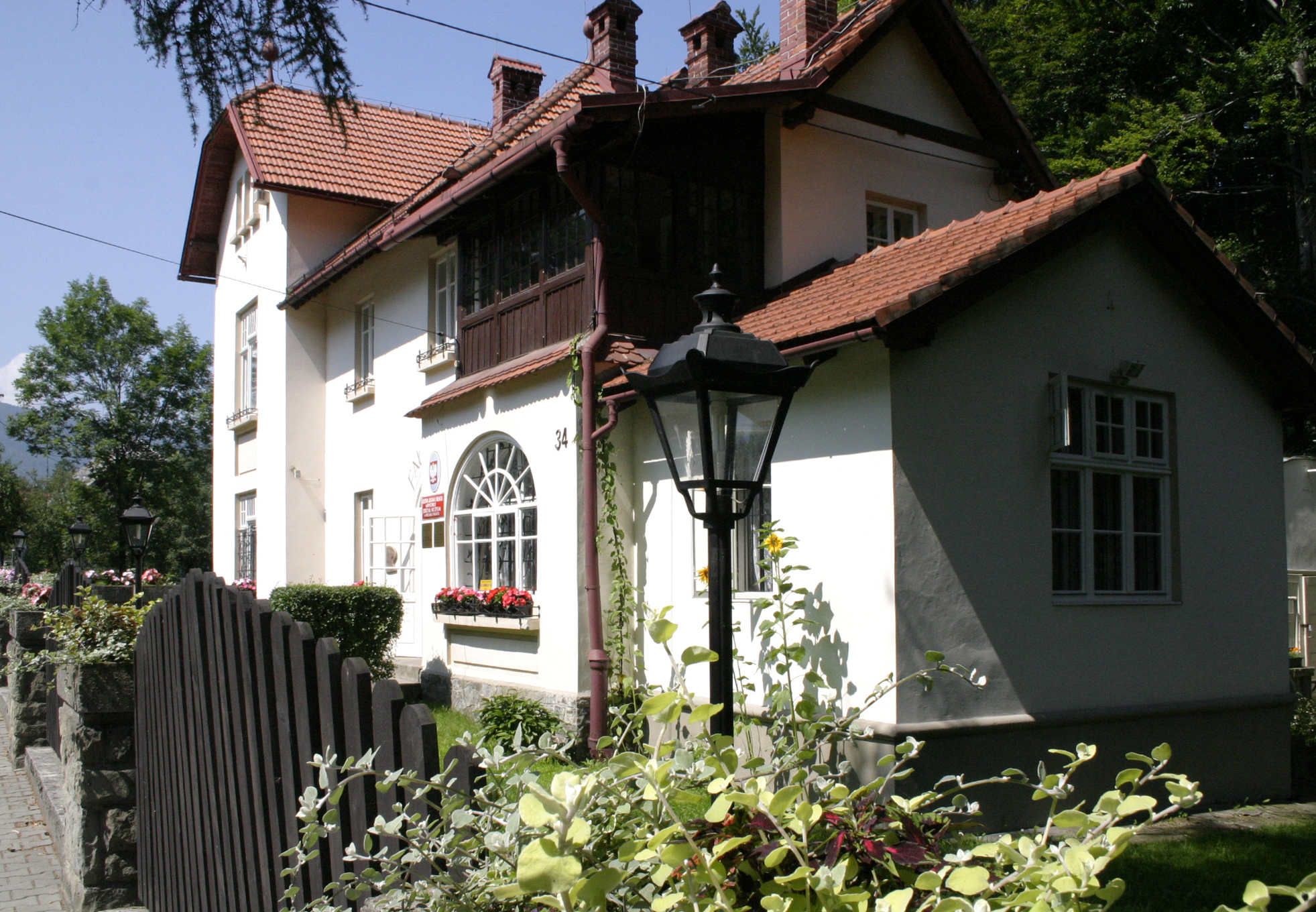
Das Julian Fałat gewidmete Museum in dessen ehemaligen Villa

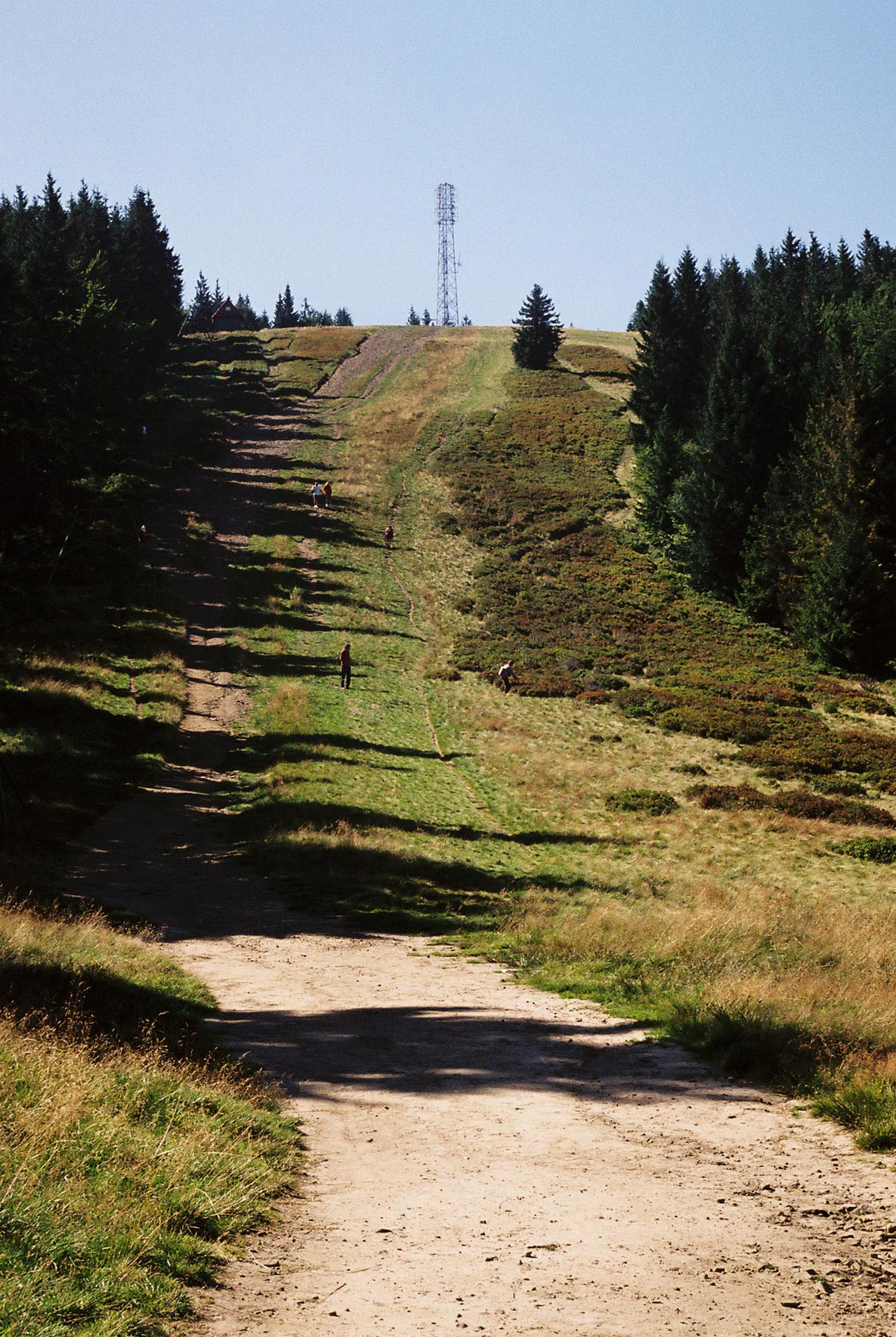
Blick auf den Gipfel des Klimczok

- Im Ort ist dem Maler Julian Fałat in seiner ehemaligen Villa ein Museum gewidmet, welcher sich 1910 in Bystra niederließ und bis zu seinem Tode am 9. Juli 1929 lebte. Fałat zog in den Beskiden-Ort, nachdem er sich von der Position des Leiters der Akademie der Schönen Künste in Krakau (Akademia Sztuk Pięknych w Krakowie) zurückgezogen hatte. Er war in Polen als Maler landesweit bekannt, einige seiner Werk werden auch im Nationalmuseum Warschau und in Posen ausgestellt. Das Museum wird umgangssprachlich auch Fałatówka genannt.

- Ein Denkmal an der Białka erinnert an ein während des Zweiten Weltkrieges von deutschen Soldaten 1944 begangenes Kriegsverbrechen an den Einwohnern von Bystra.

- Die Hauptattraktion des Ortes sind die umgebenden Gipfel der Schlesischen Beskiden (Beskid Śląski), welche durch zahlreiche sich im Tal kreuzende markierte Wege bewandert werden können. Es gibt in Bystra drei Schutzhütten: auf dem Klimczok (1117 m), der Szyndzielnia (1026 m) und dem Berg Kozia Góra (686 m, übersetzt „Ziegenberg“), deren Geschichte bis auf die Zeiten Österreich-Ungarns zurückgeht.

## Persönlichkeiten
- Józef Przybyła (1945–2009), polnischer Skispringer, mehrfacher polnischer Skisprung-Meister
- Piotr Wala (1936–2013), polnischer Skispringer